# 佩内洛普·马歇尔
佩内洛普·马歇尔（英語：Penelope Marshall，1989年7月27日—），新西兰女子游泳运动员。她曾代表新西兰参加2010年英联邦运动会游泳比赛，获得一枚银牌和一枚铜牌。她也曾参加2012年夏季奥运会。